# Campaña de Suiyuan
La Campaña de Suiyuan (en chino: 綏遠抗戰; pinyin: Suīyuǎn kàngzhàn; en japonés: 綏遠事件, romanizado: Suīyuǎn shìjiàn) fue un intento del Ejército de Mongolia Interior y el Gran Ejército Virtuoso de Han, dos fuerzas fundadas y apoyadas por el Japón Imperial, para tomar el control de la provincia de Suiyuan desde la República de China. El intento de invasión ocurrió en 1936, poco antes de la segunda guerra sino-japonesa. El gobierno japonés negó participar en la operación, pero los mongoles y las otras tropas chinas colaboracionistas recibieron apoyo aéreo de aviones japoneses y fueron asistidos por el Ejército Imperial Japonés. Toda la operación fue supervisada por oficiales japoneses. La campaña no tuvo éxito, principalmente debido a la falta de capacitación y la baja moral de los mongoles y otros colaboradores. La defensa de Suiyuan, uno de los primeros grandes éxitos del Ejército Nacional Revolucionario de China sobre las fuerzas apoyadas por Japón, mejoró enormemente la moral china.

## Antecedentes
Artículo principal: Invasión japonesa de Manchuria
El Imperio del Japón había estado persiguiendo sus ambiciones expansionistas en China desde finales del siglo XIX, y la situación comenzó a escalar a principios de la década de 1930. En septiembre de 1931, el incidente de Mukden provocó que el ejército de Kwantung ocupara por completo las tres provincias del noreste de China y derrotara a las fuerzas del señor de la guerra pronacionalista que había gobernado la región, el "Joven Mariscal" Zhang Xueliang. El ejército de Kwantung más tarde participó en el establecimiento del estado títere japonés de Manchukuo en 1932 bajo el gobierno del último emperador Qing, Puyi. Poco después, las tres ligas del este de Mongolia, antiguas regiones de Mongolia Interior, fueron ocupadas y anexionadas al incipiente estado de Manchukuo. Las hostilidades en la región de Manchuria entre la República de China y Japón terminaron en mayo de 1933 con la firma de la tregua de Tanggu. Sin embargo, debido a las persistentes ambiciones territoriales japonesas y la opinión pública china en contra de los duros términos del acuerdo, fue solo un respiro temporal.

### Gobierno militar de Mongolia
Artículo principal: Mengjiang

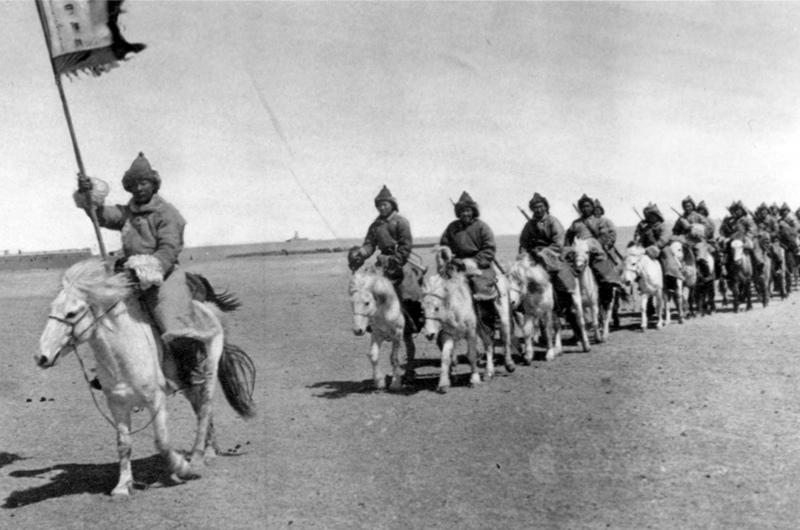
Unidad de caballería de Mongolia Interior de la guardia personal del Príncipe De, 1935.

La idea de utilizar la región de Mongolia Interior como un estado colchón entre China y Rusia había sido considerada por los círculos de gobierno japoneses desde principios del siglo XX. A lo largo de la década de 1930, el ejército japonés de Kwantung quería utilizar a los mongoles como un método para obstruir el control del gobierno chino sobre el norte de China. En 1929, se pusieron en contacto con el príncipe Demchugdongrub (De Wang), un noble nacional mongol y líder nacionalista que quería más autonomía del gobierno de Kuomintang en Nanjing. Los japoneses sabían de sus ambiciones de crear un estado mongol independiente y querían usarlo para su propio propósito, mientras que el Príncipe consideró aliarse para obtener armas y entrenamiento para su ejército mongol. En 1933, el ejército de Kwantung convirtió el proyecto de ganar a la nobleza mongol a su lado en una prioridad. Los japoneses aprovecharon las disputas por una mayor autonomía entre los mongoles y el gobierno de Nanjing para llevar al Príncipe De Wang a su lado con la promesa de proporcionar armas y ayudarlo a hacerse cargo de Mongolia Interior. En 1934, ocuparon varias ligas mongolas y armaron al ejército mongol del señor de la guerra Li Shouxin como parte de este plan.
En octubre del año siguiente, el Príncipe De Wang se reunió con los comandantes militares japoneses en Hsinking y llegó a un acuerdo sobre la cooperación entre Japón y Mongolia. Los japoneses le prometieron asistencia militar y financiera para hacerse cargo de Mongolia Interior y, finalmente, crear un estado mongol. En febrero de 1936 proclamó la creación del gobierno militar mongol durante una grandiosa ceremonia. El nuevo gobierno adoptó el cumpleaños de Genghis Khan como su calendario, y el Príncipe De juró "recuperar la tierra original de los mongoles y completar la gran misión del renacimiento nacional". El nuevo estado solo controlaba inicialmente la provincia norteña de Chahar, pero pronto se hicieron planes para expandirse a la provincia vecina de Suiyuan.

### Preparaciones
Los agentes de inteligencia japoneses habían estado trabajando en Suiyuan durante varios meses para sentar las bases para la próxima invasión. Mientras tanto, se creó un Ejército de Mongolia Interior a partir de las fuerzas leales al Príncipe Demchugdongrub y otros nobles mongoles que lo apoyaron, junto con otros colaboradores chinos. La fuerza principal del ejército mongol era de unos 10 000 efectivos, divididos en ocho divisiones, aunque estaban mal armados. El destacamento mongol de Li Shouxin del Ejército Imperial de Manchukuo, que estaba adscrito al comando del Príncipe De, estaba relativamente bien armado y entrenado decentemente. Además, un señor de la guerra contratado por el ejército de Kwantung llamado Wang Ying había formado su propia fuerza colaboracionista llamada Gran Ejército Virtuoso de Han, que consta de unos 6000 hombres. Este último también estaba adscrito al ejército mongol para la operación, pero consistía en bandidos reclutados apresuradamente de baja calidad. La desunión y la falta de entrenamiento entre esta fuerza exótica dañaron su moral. Los japoneses les proporcionaron armas e intentaron prepararlos para la operación de Suiyuan para compensar su falta de entrenamiento adecuado. Sin embargo, también enviaron grupos de asesores integrados en cada unidad colaboradora, junto con artillería, aviones y vehículos blindados para ayudar a sus aliados mongoles.
La guarnición del Ejército Nacional Revolucionario Chino en la provincia de Suiyuan fue reforzada por tropas enviadas desde Nanjing por el gobierno del Kuomintang, incluido un batallón antiaéreo de élite. Esto dio como resultado que cuatro aviones japoneses fueran derribados durante las redadas antes del comienzo de la campaña.

## Orden de batalla
Las fuerzas respaldadas por los japoneses que entraron en la región incluían el Ejército de Mongolia Interior de unos 10 000 hombres y el Gran Ejército Virtuoso de Han, que tenía unos 6000 hombres. Estas tropas fueron apoyadas por un número desconocido de "asesores" japoneses con pequeños grupos de ellos integrados en cada unidad colaboracionista. Se les opuso el 35.° y 19.° ejército nacionalista chino, así como algunas fuerzas locales, que en total sumaban unos 45 000 hombres.

## Operaciones
La invasión comenzó en octubre de 1936, con la fuerza principal compuesta por las tropas del príncipe De Wang y Wang Ying, mientras que Li Shouxin y su destacamento permanecieron en reserva. El primer contacto entre las fuerzas nacionalistas y de Mongolia Interior se produjo en la ciudad de Hongort el 14 de noviembre. Los mongoles lanzaron un gran ataque al día siguiente, pero fueron rechazados. Durante los siguientes días continuaron lanzando asaltos contra los muros de la ciudad, pero fueron golpeados y sufrieron bajas considerables. Las tropas mongolas no carecían de coraje pero no estaban entrenadas adecuadamente para ese tipo de asalto. Se intentó un ataque final el 16 de noviembre durante una tormenta de nieve, pero también fue rechazado por los defensores chinos.
El 17 de noviembre, un contraataque chino sorprendió a los invasores y condujo a una retirada desorganizada a su cuartel general en Bailingmiao, donde los mongoles intentaron reagruparse. Aprovechando el desorden mongol, el 35.º ejército del general Fu Zuoyi hizo un movimiento de flanco al oeste del cuartel general mongol en Bailingmiao y luego lo atacó. Los chinos lanzaron ataques suicidas por primera vez hasta que las puertas de la ciudad se rompieron con algunos camiones. Luego procedieron a expulsar a la 7.ª División de Caballería de Mongolia Interior defensora de Bailingmiao, dándoles muchas bajas. Los mongoles perdieron entre trescientos y novecientos muertos, trescientos heridos y trescientos capturados. Una gran cantidad de suministros también cayó en manos nacionalistas, incluidas bolsas de harina, latas de gasolina, rifles, ametralladoras, vehículos automotores y pistolas de campaña. Los vehículos y las piezas de artillería se presentaron más tarde como evidencia de la participación de Japón en la operación.
Aunque eso marcó el final de la invasión del ejército mongol, los enfrentamientos a pequeña escala continuaron en Suiyuan durante los siguientes meses hasta el comienzo de las hostilidades abiertas resultantes del incidente del puente de Marco Polo de julio de 1937.

## Consecuencias
La derrota de las fuerzas de Japón alentó a muchos chinos a presionar por una resistencia más activa contra los japoneses. La victoria en Suiyuan se celebró en toda China y conmocionó a la prensa internacional, siendo la primera vez que el ejército chino detuvo a una fuerza japonesa. Llegaron delegaciones de lugares tan lejanos como las provincias del sur de China para instar a los defensores a seguir luchando. Los chinos utilizaron armas y equipos japoneses capturados como evidencia de la participación de Japón en la operación, aunque Hachirō Arita, el ministro de Asuntos Exteriores de Japón, declaró que "Japón no estuvo involucrado en este conflicto en Suiyuan". Se pensó que el incidente de Xi'an, que resultó en que el Kuomintang (los nacionalistas) y el Partido Comunista Chino reconocieran la mayor amenaza de Japón y acordaran trabajar juntos para luchar contra los japoneses, fue influenciado en parte por los eventos de la campaña de Suiyuan.
Después de su derrota allí, el príncipe Demchugdongrub y sus tropas de Mongolia Interior se retiraron al norte de Chahar, donde se vio obligado a reconstruir su ejército debido a las considerables pérdidas que había sufrido. Los japoneses hicieron nuevas regulaciones para el ejército mongol para mejorar su desempeño y el reclutamiento de nuevos soldados había comenzado. Sin embargo, el combate a pequeña escala aún continuó en la provincia de Suiyuan hasta el comienzo de las hostilidades abiertas como resultado del Incidente del Puente Marco Polo del año siguiente. El ejército mongol interno del Príncipe De fue reconstruido con ayuda japonesa y para cuando estalló la guerra en julio de 1937, su fuerza consistía en 20 000 hombres en ocho divisiones de caballería. Estas tropas participaron en la Operación Chahar y la Batalla de Taiyuan durante las cuales las fuerzas mongoles internas regulares y aliadas japonesas finalmente capturaron la provincia oriental de Suiyuan.
El área también fue visitada por el fotógrafo chino Fang Dazeng durante ese tiempo, quien tomó fotos de la zona de guerra. Sus fotos cubrieron principalmente la campaña de Suiyuan y ahora están en el Museo Nacional de China.